# Държавно устройство на Малави
От 1993 година, когато пада диктатурата на д-р Хейстинг Банда, Малави е демократична държава с мултипартийна политическа система, която е под властта на президента. Той се избира на пет години и е начело на страната, и на правителството. В Малави има три основни власти – изпълнителна, законодателна и съдебна.

## Парламент и сенат
В парламента на Малави има 193 представители от цялата страна, избирани на всеки 5 години. Според конституцията на Малави в страната трябва да има и сенат с 80 представители, който де факто не съществува, тъй като никога не е бил сформиран. По закон в него трябва да има представители на всички племена от територията на страната, както и представители на хора с увреждания, жени и младежи.
В Малави има 9 политически партии.